# Eugenia candolleana
Eugenia candolleana o ciruela de selva es un árbol nativo de la Mata Atlántica de Brasil, conocido localmente con los nombres Portugueses de cambuí roxo ("cambuí rojo") o murtinha ("pequeño mirto").  Es bastante raro en la naturaleza, y ha visto un uso limitado en Paisajismo debido a su brillante follaje verde y frutos de color púrpura-negro.
La especie se nombra en honor del botánico suizo del siglo XIX Augustin Pyramus de Candolle.  El nombre portugués cambuí significa "árbol de ramas finas" en lengua Tupí-Guaraní, y se aplica sobre 100 diferentes especies.

## Descripción
El árbol adulto es de 3 a 6 m de altura, con la copa  redondeada o cónica hasta de 2 m de ancho. Las hojas nuevas son de color marrón oxidado, volviéndose verde amarillo y profundamente oscuras. La corteza de color marrón rojizo se pela de forma natural mostrando un tronco rojizo suave. Las hojas son simples, en pares opuestos, con suave textura correosa, bordes lisos, y curvan hacia abajo el ápice.
Las flores aparecen de noviembre a enero; vienen en grupos de 20 o más tallos, cada uno teniendo dos flores, que brotan de la base de los tallos de las hojas.
Las frutas maduran entre febrero y marzo. La fruta madura es una baya redonda o ligeramente alargada, hasta el 20 mm de ancho y 25 mm de largo. Tiene una piel púrpura-negra delgada y una húmeda, firme, pulpa blanquecina alrededor de 3 a 5 mm de espesor, en torno a una sola (rara vez dos) semillas sueltas. Es comestible, moderadamente dulce, con un aroma similar a (pero menos intensa que) la de la jabuticaba.

## Cultivo
El árbol se puede propagar a partir de semillas, es fácil de cultivar y da frutos después de dos años. La mejor exposición para que prospere es a pleno sol y requiere buen riego durante las temporadas de floración y fructificación.

## Usos
La fruta se consume fresca o hecha en mermeladas. En la medicina popular de la región de Sergipe, la infusión de las hojas se ha usado para el tratamiento del dolor y la fiebre.  El aceite esencial destilado a partir de las hojas verdes (0,14% en peso) contiene isómeros de guaiol y  cadinol, δ-elemene y viridiflorene.

## Taxonomía
Eugenia candolleana fue descrita por Carl von Linnaeus y el trabajo fue publicado en « Species Plantarum 1: 470–471. 1753. (1 May 1753) (Sp. Pl.) »
Variedades aceptadas
Sinonimia
- Eugenia christovana Kiaersk.
- Eugenia friburgensis Glaz. [Invalid]
- Eugenia glandulosissima Kiaersk.
- Eugenia jequitinhonhensis Cambess.
- Eugenia mikanioides O.Berg
- Eugenia recurvata O.Berg
- Myrtus nitida Vell.[8]

## Imágenes
|  |  |  |
|  |  |  |